# Millî İstihbarat Teşkilatı
Pour les articles homonymes, voir MIT (homonymie).
Le Millî İstihbarat Teşkilatı ou MİT, en français : « Organisation nationale de renseignement », est le service de renseignement de la Turquie. Il a été fondé en 1965 pour remplacer son prédécesseur le Milli Emniyet Hizmeti (« Service national de la Sûreté »).
Le premier directeur du MİT était Avni Kantan (tr), en place du 14 juillet 1965 au 2 mars 1966. Le responsable actuel du service est l'ancien porte-parole du gouvernement İbrahim Kalın (en), ayant remplacé Hakan Fidan à ce poste le 5 juin 2023.

## Historique
La Teşkilat-i Mahsusa (« Organisation spéciale ») est créée en juillet 1913 sous l'impulsion d'Enver Pacha, alors ministre de la Guerre. L'organisation s’implique notamment dans la déportation et le génocide de près d’un million et demi de sujets arméniens de l'Empire ottoman, entre 1915 et 1916. Il est dissous en octobre 1918. Sur son site Internet, le MIT revendique sa filiation avec la Teşkilat-i Mahsusa. Il poursuit les principaux buts de l'« Organisation spéciale » : la lutte contre la réaction fondamentaliste, contre le séparatisme et contre le gauchisme.
Dans les années 2010, le MIT est particulièrement impliqué dans la lutte contre le mouvement Gülen et ses membres présents dans la police et la justice. Il est également chargé de pourchasser les membres de la confrérie souffie, nombreux à l'étranger, où ils encadrent des écoles privées prisées par les classes moyennes.
En 2012, alors que Hakan Fidan est soupçonné par la justice d'avoir outrepassé ses droits dans les discussions entretenues avec le Koma Civakên Kurdistan (KCK) qui englobe le Parti des travailleurs du Kurdistan (PKK), discussions qui en principe sont interdites par la loi turque, cette organisation étant classée comme terroriste, Erdoğan, Premier ministre, fait voter un amendement au Parlement visant à dispenser les fonctionnaires du MIT de répondre aux requêtes de la justice sans l'accord préalable de l'exécutif . Les reportages de journalistes sur ses opérations sont également interdits dans la foulée. En 2014, le reporter Ahmet Sik et plusieurs de ses collègues sont mis en garde à vue pour avoir enquêté sur des camions du MİT chargés d'armes destinés à des groupes rebelles pro-turcs du Nord de la Syrie.
Les relations entre le MIT et les services de renseignement israéliens étaient « excellentes » dans les années 1980 - 2000. Elles se détériorent en 2010 après le raid israélien contre le Mavi Marmara, navire d'une ONG humanitaire turque ayant l'intention de briser le blocus de Gaza. En 2013, le MIT est accusé par la presse américaine d'avoir donné à Téhéran l'identité d'agents de renseignement travaillant pour les services Israéliens opérant en Iran.
Dans le cadre du conflit syrien, le MIT a apporté son aide à différents groupes rebelles y compris des groupes d'obédience islamistes. En septembre 2014, il a réussi à faire libérer 46 citoyens turcs pris en otages au consulat général de Turquie à Mossoul, en Irak du Nord, par les djihadistes de Daech. Ceux-ci auraient été échangés contre une rançon et des membres de Daesh capturés blessés . Dans des enregistrements audio divulgués en 2014, le directeur du MİT, Hakan Fidan, suggère de faire tirer des roquettes depuis la Syrie vers la Turquie afin de provoquer un casus belli et justifier une intervention armée de la Turquie en Syrie.
Le 15 juillet 2016, lors de la tentative de putsch contre le Gouvernement turc, un hélicoptère putschiste a attaqué le QG du MİT. Réputée très proche du chef de l’État Recep Tayyip Erdoğan, il s'agit de la seule administration à avoir été épargnée par les purges de l'après-tentative de coup d’État.

## Activités par pays
En 2014, la Commission des affaires intérieures du Parlement turc révéla que le MİT disposait de cellules travaillant à l'étranger mettant sur écoute les téléphones de 2 473 personnes, principalement en rapport avec « le terrorisme et les activités d'espionnage ».
Le 5 avril 2018, le vice-premier ministre turc Bekir Bozdağ déclare que le MIT a capturé 80 citoyens turcs, soupçonnés de liens avec le FETÖ, provenant de 18 pays différents.

### Espionnage en Allemagne
Hans-Christian Ströbele déclare qu'il y a un niveau « incroyable » d'« activités secrètes » en Allemagne par les services de renseignements turcs. Selon Erich Schmidt-Eenboom, même l'ancienne police secrète communiste est-allemande de la Stasi n'avait pas réussi à gérer une aussi grande "armée d'agents" en Allemagne de l'Ouest.
En 2016, les membres de la commission de surveillance des renseignements du Bundestag ont exigé du gouvernement allemand qu'il fournisse des éclaircissements sur les rapports selon lesquels des Allemands d'origine turque subissent des pressions en Allemagne de la part d'informateurs et d'agents des services de renseignements turcs. Selon les rapports, la Turquie disposerait de 6 000 informateurs ainsi que des officiers du MIT en Allemagne qui feraient pression sur les « Turcs allemands ».
En mars 2017, les services de renseignements turcs sont accusés d'avoir espionné plus de 300 personnes ainsi que 200 associations et écoles liées aux partisans de Fethullah Gülen. Boris Pistorius, ministre de l'intérieur de l'État de Basse-Saxe, qualifie ces agissements « d'insupportable et d'inacceptable », déclarant que « l'intensité et l'acharnement avec lequel les personnes à l'étranger font l'objet d'enquêtes est remarquable ». Un responsable allemand de la sécurité déclare par ailleurs « nous sommes horrifiés par la manière dont la Turquie révèle ouvertement qu'elle espionne les Turcs vivant ici. », Le 30 mars 2017, le ministre de l'intérieur Thomas de Maiziere fait part de ses soupçons sur le fait que ces agissements pourraient avoir été destinées à peser sur les relations turco-allemandes - « pour nous provoquer d'une certaine manière ». La consternation est renforcée lorsqu'il est révélé que parmi les 300 personnes espionnées se trouvaient des personnalités politiques, dont Michelle Müntefering, une journaliste et politicienne allemande.
En juin 2017, selon des rapports de presse, les services de renseignements turcs auraient recueilli un nombre considérable d'informations sur les membres du Bundestag qui sont impliqués dans la défense ainsi que dans la politique intérieure et étrangère. Une porte-parole du Bundeskriminalamt a confirmé un rapport selon lequel le BKA (en français : Office fédéral de police criminelle) a rencontré des députés allemands "au cours des dernières semaines" pour discuter de préoccupations de « sécurité », puisque « la protection des membres du Bundestag est une des tâches du BKA ».

### Espionnage en Arménie
En 2002, le service de sécurité national arménien (en) arrête un fonctionnaire du gouvernement arménien accusé d'espionnage pour le compte du MIT, il est condamné à 10 ans de prison après avoir été reconnu coupable d'espionnage au profit de la Turquie.

### Espionnage en Autriche
En 2017, le député Peter Pilz publie un rapport sur les activités des agents turcs agissant par l'intermédiaire de l'ATIB (Fondation islamique Autriche-Turquie, en turc : Avusturya Türkiye İslam Birliği), branche de la Diyanet chargée des affaires religieuses dans 63 mosquées d'Autriche. Le site web de Pilz est par la suite victime d'une attaque DDoS par des hacktivistes turcs. Selon le rapport, la Turquie possède un réseau secret de deux cents informateurs ciblant les partisans de Fetullah Gülen en Autriche.

### Espionnage en Belgique
Le 6 avril 2017, la ministre flamande de l'Intérieur, Liesbeth Homans, annonce entamer la procédure visant à retirer la reconnaissance de la mosquée Fatih (nl) à Beringen, dans le Limbourg, la deuxième plus grande mosquée du pays, financée par la Turquie. La ministre accuse la mosquée d'espionnage pour la Turquie,.

### Espionnage en Égypte
Le 22 novembre 2017, le procureur général égyptien (ar), Nabil Sadek (ar), ordonne l'arrestation de 29 personnes soupçonnées d'espionnage pour le compte de la Turquie et « contre l'intérêt national égyptien ». Elles sont également accusées de blanchiment d'argent, d'avoir effectué des appels vers l'étranger sans autorisation, et d'avoir réalisé des opérations financières sans autorisation. Selon les résultats d'une enquête menée par le service de renseignement général égyptien, le groupe a réalisé des enregistrements d'appels téléphoniques et transmis ces enregistrements aux services de renseignement turcs dans le cadre d'un plan visant à ramener les Frères musulmans au pouvoir en Égypte.

### Opérations en France
Dans la nuit du mercredi 9 au jeudi 10 janvier 2013, les corps de Fidan Doğan, Sakine Cansız, cofondatrice du Parti des travailleurs du Kurdistan (PKK) et Leyla Şaylemez sont retrouvés dans les locaux du Centre d'information sur le Kurdistan situé au 147 rue La Fayette à Paris. Chacune d'entre elles a été abattue de plusieurs balles dans la tête.

### Espionnage au Gabon
En mars 2018, le MIT enlève au Gabon trois membres présumés du Mouvement Gulen, ils sont transférés de Libreville à Ankara dans un jet privé.

### Espionnage en Géorgie
Selon un rapport de presse publié, des agents de l'unité antiterroriste turque et du MIT affectés à l'ambassade de Turquie sont engagés dans une vaste opération d'espionnage des organisations et fondations liées au FETÖ.

### Opérations contre la Grèce
En août 2013, la police grecque arrête un citoyen allemand sur l'île de Chios, soupçonné d'espionnage pour la Turquie. La police déclare qu'elle a trouvé en sa possession des appareils photo, des ordinateurs portables, des plans, des lunettes avec un appareil photo intégré, ainsi qu'un e-mail qu'il avait envoyé à un destinataire non identifié comportant des détails sur les navires de guerre et les véhicules de l'armée grecque sur l'île. L'homme avoua avoir photographié des casernes et d'autres bâtiments militaires sur l'île pour cinq personnes qu'il pense être des ressortissants turcs et qui le payaient jusqu'à 1 500 euros pour chaque mission. Les autorités grecques soupçonnaient que ces individus travaillaient pour les services de renseignement turcs,.
En octobre 2014, la police grecque arrête un citoyen allemand sur l'île de Kos au motif qu'il photographiait des sites sensibles sur l'île. Il admettra qu'il s'agissait d'un espionnage pour le compte du MIT.

### Opérations en Somalie
En mai 2020, le MİT participe à la libération d'une humanitaire italienne, Silvia Constanza Romano, âgée de 25 ans, retenue en Somalie après avoir été enlevée en novembre 2018 au Kenya par le groupe djihadiste Harakat al-Chabab al-Moudjahidin.

### Opérations en Syrie
Le 29 décembre 2023, le MIT revendique l'assassinat d'Omer Abdullah al-Dahham, un cadre des Forces démocratiques syriennes (FDS), tué cinq mois plus tôt à Tabqa,. Cette revendication suscite la polémique car l'assassinat avait déjà été revendiqué par l'État islamique (EI) le 5 août 2023,.

## Lutte contre le PKK
En janvier 2013, trois militantes kurdes proches du PKK sont assassinés à Paris. Les meurtres sont d'abord attribués par le gouvernement turc et certains médias français à un « règlement de comptes » interne au Parti des travailleurs du Kurdistan (PKK). Après deux ans d’enquête, la justice française établit l'appartenance de l'assassin au MİT mais sans pouvoir déterminer les commanditaires : « il convient de préciser que les investigations n’ont pas permis d’établir si ces agents du MIT ont participé à ces faits de façon officielle, avec l’aval de leur hiérarchie, ou s’ils l’ont fait à l’insu de leur service », les autorités turques refusant « étrangement » de répondre à la commission envoyée en ce sens, précise le parquet.
En 2017, le MIT connaît un échec important dans le Kurdistan irakien. Alors que les services secrets turcs espèrent pouvoir enlever Cemil Bayik, membre du conseil exécutif et fondateur du PKK, deux hauts responsables du MİT sont piégés et capturés par le PKK dans le nord de l'Irak en août.
En Allemagne, le MİT instrumentalise certains groupes criminels originaires de Turquie pour attaquer des sympathisants du PKK ou des opposants turcs au régime de l'AKP. Depuis 2017, la Belgique, l'Allemagne et la France accroissent leur coopération judiciaire afin « d’empêcher les agents du MIT d’agir à leur guise en surveillant et en liquidant les principaux chefs du Parti des travailleurs du Kurdistan (PKK) ».

## Liste des directeurs du MİT
|    | Nom                     | Début fonctions   | Remplacement      |
| -- | ----------------------- | ----------------- | ----------------- |
| 1  | Avni Kantan (tr)        | 14 juillet 1965   | 2 mars 1966       |
| 2  | Fuat Doğu (en)          | 2 mars 1966       | 27 mars 1971      |
| 3  | Nurettin Ersin (en)     | 2 août 1971       | 25 juillet 1973   |
| 4  | Bülent Türker (tr)      | 26 juillet 1973   | 27 février 1974   |
| 5  | Bahattin Özülker (tr)   | 28 février 1974   | 26 septembre 1974 |
| 6  | Bülent Türker (tr)      | 30 septembre 1974 | 24 novembre 1974  |
| 7  | Hamza Gürgüç (tr)       | 25 novembre 1974  | 13 juillet 1978   |
| 8  | Adnan Ersöz (en)        | 13 juillet 1978   | 19 novembre 1979  |
| 9  | Bülent Türker (tr)      | 19 novembre 1979  | 7 septembre 1981  |
| 10 | Burhanettin Bigalı (en) | 7 septembre 1981  | 14 août 1986      |
| 11 | Hayri Ündül (tr)        | 5 septembre 1986  | 29 août 1988      |
| 12 | Teoman Koman (en)       | 29 août 1988      | 27 août 1992      |
| 13 | Sönmez Köksal (en)      | 9 novembre 1992   | 11 février 1998   |
| 14 | Şenkal Atasagun (en)    | 11 février 1998   | 11 juin 2005      |
| 15 | Emre Taner (en)         | 15 juin 2005      | 26 mai 2010       |
| 16 | Hakan Fidan             | 27 mai 2010       | 10 février 2015   |
| 17 | İsmail Hakkı Musa (tr)  | 10 mars 2015      | 10 mars 2015      |
| 18 | Hakan Fidan             | 10 mars 2015      | 4 juin 2023       |
| 19 | İbrahim Kalın (en)      | 5 juin 2023       | en fonction       |